# BBC One
BBC One é o principal canal de televisão da British Broadcasting Corporation no Reino Unido, Ilha de Man e Ilhas do Canal da Mancha. Foi inaugurado a 2 de novembro de 1936 como BBC Television Service («Serviço de Televisão da BBC»), e foi o primeiro serviço regular de teledifusão com um alto nível de resolução. Foi renomeada BBC TV em 1960 até 1964, quando o lançamento do segundo canal público obrigou à mudança para BBC1, e que desde finais dos anos 90 é escrito da forma atual (com o número por extenso).
O seu orçamento anual para a temporada 2016/17 é de 1,174.4 milhões de libras. De cariz generalista, o canal é financiado através de uma licença audiovisual (licence fee), juntamente com o resto de canais domésticos da BBC e por conseguinte não exibe publicidade comercial. É o canal mais visto no país, à frente da sua principal concorrente ITV.